# Транспортир

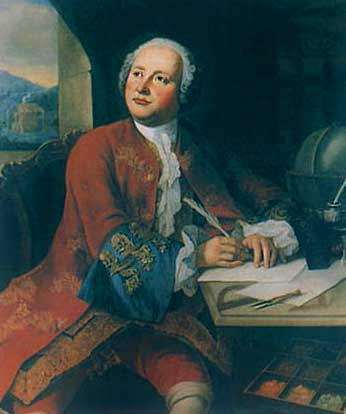
Портрет М.В.Ломоносова, 1750 год. На столе — его рабочие принадлежности, включая транспортир.

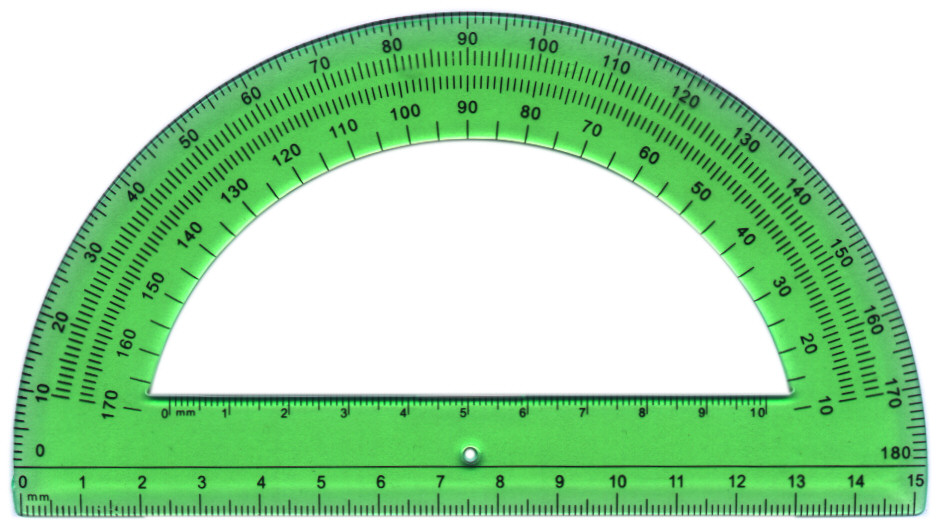
Полукруговой транспортир

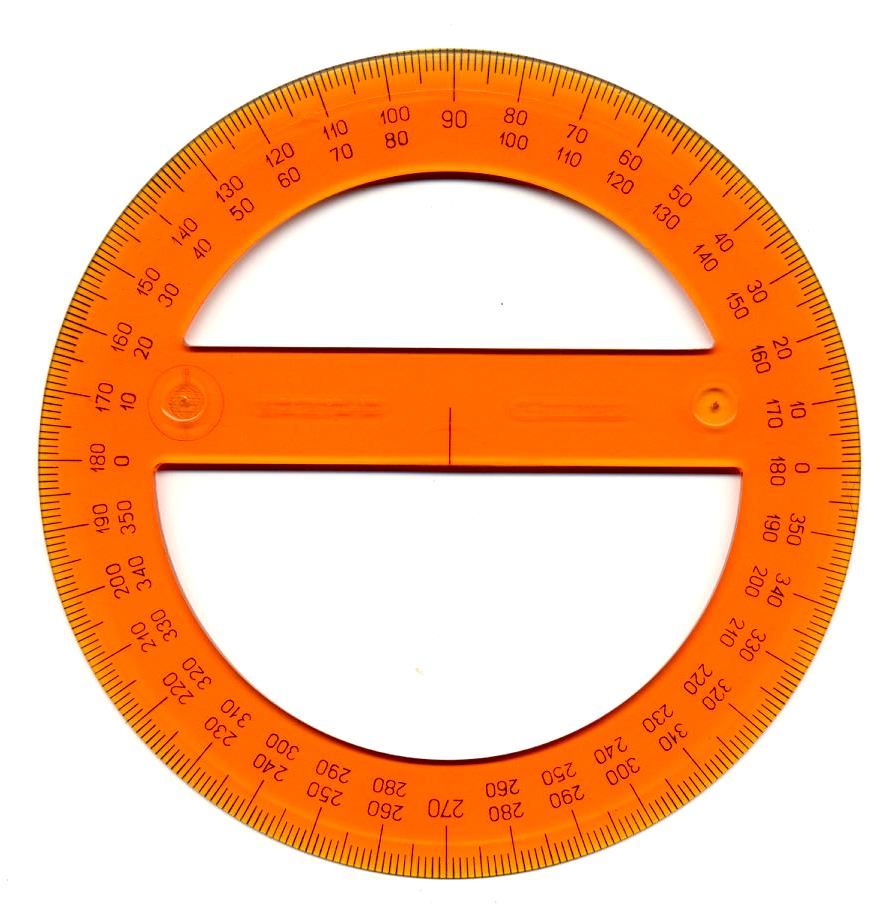
Круговой транспортир

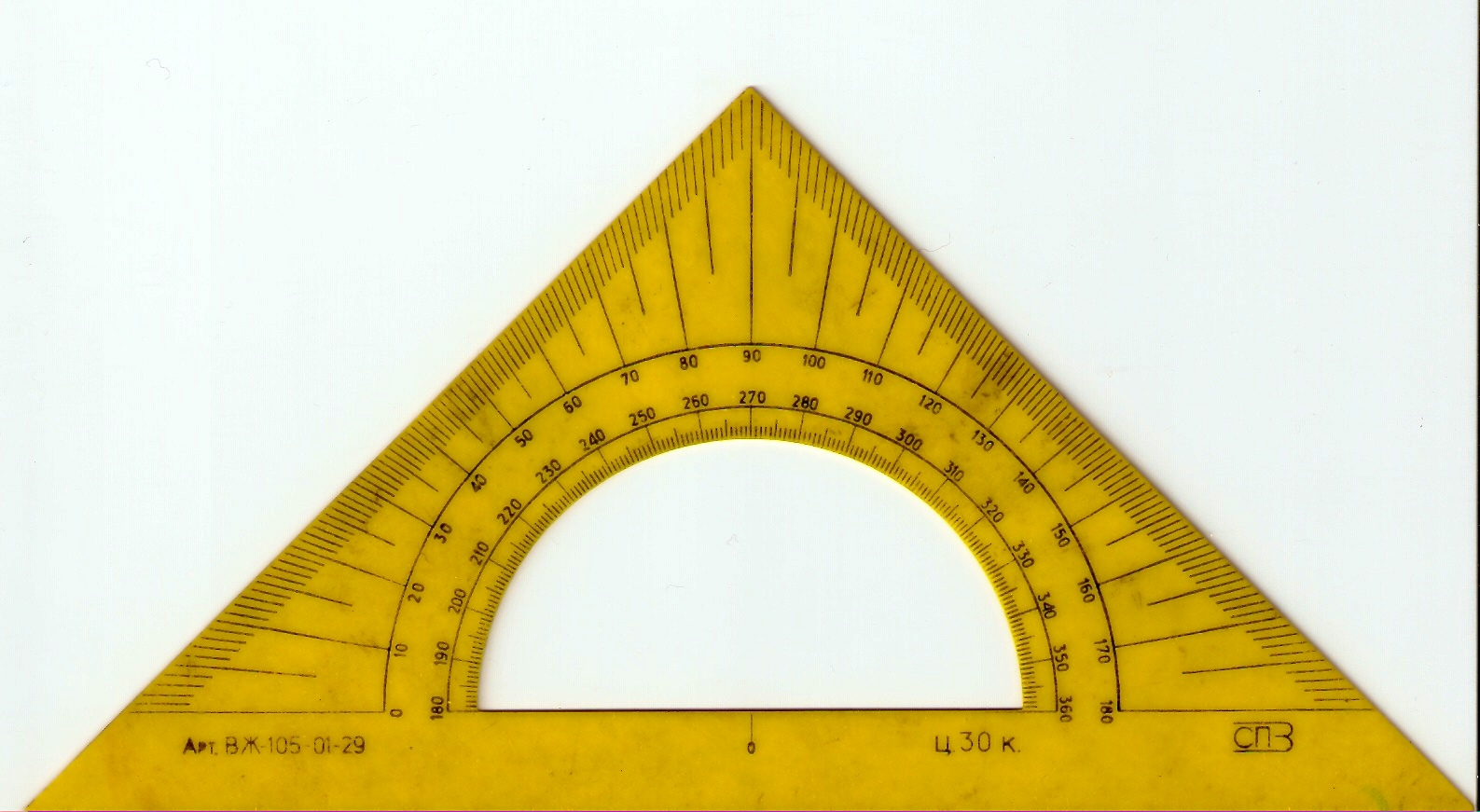
Транспортир, совмещенный с равнобедренным прямоугольным треугольником

Транспорти́р (от лат. trānsportāre — «переносить», через фр. transporteur) — инструмент для построения и измерения углов. Транспортир состоит из линейки (прямолинейной шкалы) и полукруга (угломерной шкалы), разделённого на градусы от 0 до 180°. В некоторых моделях — до 360°.
Транспортиры изготавливаются из стали, пластмассы, дерева и других материалов. Точность транспортира прямо пропорциональна его размеру (чем больше транспортир, тем меньше цена одного деления и соответственно точность выше).

## История транспортира
Предполагают, что измерение углов появилось ещё в Древнем Вавилоне, о чём свидетельствуют находки кругов, которые предположительно использовались для этой цели. Эти круги предположительно были частями примитивных астролябий. Сохранился также древний астрологический календарь царя Саргона и таблица лунных затмений с 747 г. до н. э. вавилонского происхождения. Всё это должно было включать определённое количество угловых измерений. Известно также, что вавилоняне каким-то образом делили окружность на 360 частей и день также делили на 360 частей. Кроме того, ещё храмовые записи города Урук конца 4 тыс. до н. э. свидетельствуют о делении года на 12 месяцев по 30 дней, т. е. на 360 дней, есть указание на такое деление и в более позднем мифе «Энума элиш».
Однако транспортир как угломерный инструмент, согласно утверждению профессора Д. И. Каргина в его статье «Очерк истории развития чертежных инструментов», был изобретён древнегреческим архитектором Феодором из Самоса в 7 в. до н. э.:303

## Разновидности транспортиров
- Полукруговые (180 градусов) — наиболее простые и древние транспортиры.
- Круговые (360 градусов).
- Геодезические, которые бывают двух типов: ТГ-А — для построения и измерения углов на планах и картах; ТГ-Б — для нанесения точек на чертежной основе по известным углам и расстояниям. Цена деления угломерной шкалы — 0,5°, прямолинейной — 1 миллиметр.
- Улучшенные типы транспортиров, которые необходимы для более точных построений и измерений. Например, существуют специальные транспортиры с прозрачной линейкой с угломерным нониусом, которая вращается вокруг центра.